# The Critic
The Critic var en amerikansk-koreansk animerad TV-serie på ABC och FOX mellan 1994 och 1995. Programmet återkom under 2000 och 2001 som en webbserie på atom.com och shockwave.com. I Sverige har serien visas på ZTV.
TV-serien kretsar kring en filmkritiker Jay Sherman, som görs av röstskådespelaren Jon Lovitz. Serien skapades av Al Jean och Mike Reiss, som båda tidigare arbetade som författare för Simpsons. Ursprungligen producerades 23 avsnitt, första säsongen sändes under 1994 på ABC innan FOX 1995. Serien producerades av Gracie Films, vilket är det samma samma som Simpsons men i samband med Columbia Pictures Television istället för över FOX. Programmet distribuerades av Sony Pictures Television och animerades av Film Roman, samma som Simpsons.
Under 2000 och 2001 publicerades tio webbepisoder i samband med Adobe Shockwave, och sändes på atom.com och shockwave.com. Under 2004 släpptes samtliga avsnitt från TV och webben på en DVD-box. Musiken som användes gjordes av Alf Clausen och Hans Zimmer som även arbetar med musiken i Simpsons även de Exekutiva producenterna Al Jean, Mike Reiss och James L. Brooks har arbetat med Simpsons. 
Under september 2006 rankade IGN The Critic som nionde bästa animerade serie hittills. I januari 2009 rankade de som den 26:e bästa animerade serien i topp 100. Under 1995 blev serie nominerad till Annie Award för "Best Individual Achievement for Creative Supervision in the Field of Animation" och under 1994 till "Animated Television Program".

## Röstskådespelare
Röstskådespelarna Doris Grau, Maurice LaMarche och Nancy Cartwright medverkade i alla avsnitt av The Critic som även är röstskådespelare i Simpsons. Även Russi Taylor och Tress MacNeille medverkar som röstskådespelare i Simpsons. Jon Lovitz har medverkat flera gånger som gästskådespelare i Simpsons, tre gånger som sin rollfigurer Jay Sherman. Bob Costas, Kareem Abdul-Jabbar, Rex Reed, Gene Shalit och Jimmy Breslin medverkade i flera avsnitt som sig själva. Dan Castellaneta spelade sin rollfigur Homer Simpson i avsnittet Dial 'M' for Mother som gästskådespelare, där även Nancy Cartwright spelade Bart Simpson.
- Jon Lovitz – Jay Sherman
- Brenda Vaccaro – Ardeth (första säsongen)
- Charles Napier – Duke Phillips
- Christine Cavanaugh – Marty Sherman
- Doris Grau – Doris Grossman
- Gerrit Graham – Franklin Sherman
- Judith Ivey – Eleanor Sherman
- Maurice LaMarche – Jeremy Hawke, Orson Welles, flera roller
- Michael Carrington – flera roller (2 avsnitt)
- Nancy Cartwright – Margo Sherman
- Nick Jameson – Vlada Veramirovich
- Park Overall – Alice Tompkins
- Rhea Perlman – Ardeth (andra säsongen)
- Russi Taylor – Penny Tompkins
- Tress MacNeille – Humphrey Flodhästen, flera roller
- Kath Soucie – flera roller
- Kimmy Robertson – flera roller (2 avsnitt)
- Valerie Levitt – Jennifer (webbserie)